# Pleotrichophorus amsinckii
Pleotrichophorus amsinckii är en insektsart som beskrevs av Richards 1968. Pleotrichophorus amsinckii ingår i släktet Pleotrichophorus och familjen långrörsbladlöss. Inga underarter finns listade i Catalogue of Life.